# Dmitri Dovgalionok
Dmitri Dovgalionok –en ruso, Дмитрий Довгалёнок– (Minsk, URSS, 14 de diciembre de 1972) es un deportista bielorruso que compitió en piragüismo en la modalidad de aguas tranquilas. 
Representó al Equipo Unificado en los Juegos Olímpicos de Barcelona 1992, obteniendo una medalla de oro en la prueba de C2 500 m. Ganó una medalla de oro en el Campeonato Mundial de Piragüismo de 1994, en la prueba de C2 200 m.

## Palmarés internacional
| Representando al Equipo Unificado |                           |                |          |
| Juegos Olímpicos                  |                           |                |          |
| Año                               | Lugar                     | Medalla        | Evento   |
| 1992                              | Barcelona (España)        | Medalla de oro | C2 500 m |
| Representando a Bielorrusia       |                           |                |          |
| Campeonato Mundial                |                           |                |          |
| Año                               | Lugar                     | Medalla        | Evento   |
| 1994                              | Ciudad de México (México) | Medalla de oro | C2 200 m |